# Socialfobi
Socialfobi eller social angst er angsten for at være i selskab med andre personer. Det anslås, at mellem 5 % og 7 % af befolkningen lider af denne fobi.
Angsten opleves som et psykisk og fysisk ubehag, der opstår i forbindelse med, eller adskillige dage op til, en given social begivenhed; herunder præsentationer på arbejdspladsen, indkøb i supermarkedet, fællesspisning, stævnemøder, jobsamtaler osv. I disse situationer vil angsten typisk manifestere sig fysisk enten i form af kvalme, rødmen, svimmelhed, mundtørhed, stammen m.m. Personen vil i forbindelse med kvalme opleve en stærkt forstærket angst for at kaste op og dermed gøre sig til grin overfor omgivelserne. Deciderede panikanfald kan også opstå. I den forbindelse kan ens kropssprog udsende en række signaler, der indikerer, at man ikke er glad for situationen, hvilket kan pådrage yderligere opmærksomhed, der så blot vil forstærke angsten.
På længere sigt vil socialfobikeren udvikle undgåelsesadfærd, en adfærd hvor personen på forhånd undgår, eller direkte udebliver, fra angstfremkaldende situationer. Dette kan i sidste forstærke fobien, fordi personen afskærer sig selv fra de oplevelser, der kan afkræfte de urealistisk negative katastrofetanker personen har, om hvad der kan ske. På sigt kan undgåelsesadfærden føre til social isolation samt et karrierevalg, der tilgodeser angsten og ikke personens interesser og evner.
Depression kan også opstå i forbindelse med socialangst, fordi personen mister kontrol over sit liv samt isolerer sig. Alkohol ses også brugt i selvmedicineringsøjemed.
Typisk starter fobien sin udvikling i teenageårene og kan i sine værste former være direkte hæmmende for at få en uddannelse eller et job.